# Regierung Reedtz-Thott
Die konservative Regierung Reedtz-Thott (dän. regeringen Reedtz-Thott) unter Konseilspräsident Tage Reedtz-Thott war die dänische Regierung vom 7. August 1894 bis zum 23. Mai 1897. Amtierender König war Christian IX.
Das Kabinett war das zweite, das von der Højre gestellt wurde und das insgesamt achtzehnte seit der dänischen Märzrevolution. Reedtz-Thott selbst hatte in der vorangehenden Regierung Estrup bereits als Außenminister gedient und hielt diesen Posten auch in seiner eigenen Regierung inne. Die Regierung führte das Amt eines Landwirtschaftsministers ein. Sie bestand aus den folgenden Ministern:
- Konseilspräsident und Außenminister: K.T.T.O Reedtz-Thott
- Finanzminister: C.D. Lüttichau
- Innenminister: H. E. Hørring
- Justizminister und Minister für Island:

J.M.V. Nellemann bis zum 13. Juni 1896, danach
N.R. Rump
- Minister für Kirche und Bildungswesen: V. Bardenfleth
- Kriegsminister:

C.A.F. Thomsen bis zum 25. April 1896, danach
J.G.F. Schnack
- Marineminister: N.F. Ravn
- Minister für öffentliche Arbeiten:

H.P. Ingerslev bis zum 20. April 1896, danach
H.E. Hørring bis zum 22. Mai 1896
- Landwirtschaftsminister: K. Sehested ab dem 22. Mai 1896

## Quelle
- Statsministeriet: Regeringen Reedtz-Thott